# Julia Scheib
Julia Scheib (* 12. Mai 1998 in Deutschlandsberg, Steiermark) ist eine österreichische Skirennläuferin. Sie gehört aktuell dem A-Kader des Österreichischen Skiverbandes an und hat ihre Stärken vor allem in den Disziplinen Riesenslalom und Super-G.

## Biografie
Julia Scheib stammt aus Frauental an der Laßnitz und startet für den heimischen Skiverein. Sie besuchte die Skihandelsschule Schladming. Im Alter von zweieinhalb Jahren begann sie auf der Hebalm mit dem Skifahren, mit vier Jahren gewann sie ihre ersten Kinderrennen und überzeugte auch auf Schülerebene mit starken Leistungen.
In der Saison 2014/15 bestritt sie ihre ersten FIS-Rennen und wurde in den Nachwuchskader des ÖSV aufgenommen. Beim Europäischen Olympischen Winter-Jugendfestival in Vorarlberg gewann sie mit der Mannschaft die Goldmedaille. Am Ende des Winters zog sie sich einen Kreuzband- und Meniskusriss im rechten Knie zu und hatte nach ihrem Comeback mit Knieproblemen zu kämpfen. Bei den Olympischen Jugend-Winterspielen 2016 in Lillehammer gewann sie hinter ihrer Teamkollegin Nadine Fest die Silbermedaille im Super-G.
2017/18 bestritt Scheib erstmals seit ihrer Verletzung wieder eine volle Saison. Im Dezember startete sie im Riesenslalom von Hafjell erstmals in einem Europacup-Rennen. Bei ihrem Weltcup-Debüt im Riesenslalom am Kronplatz gelang ihr auf Anhieb die Qualifikation für den zweiten Durchgang, den sie aber nicht beenden konnte. Eine Woche später gewann sie bei ihren ersten Juniorenweltmeisterschaften in Davos die Goldmedaille im Riesenslalom und erreichte mit den Rängen vier und fünf auch in Abfahrt und Super-G respektable Ergebnisse. Mit der österreichischen Mannschaft errang sie zusätzlich die Bronzemedaille. Am 1. Dezember 2018 feierte sie im Riesenslalom von Funäsdalen ihren ersten Europacup-Sieg. Im Februar 2019 gewann sie mit Rang 24 im Riesenslalom von Maribor ihre ersten Weltcup-Punkte.
Durch eine Erkrankung am Pfeifferschen Drüsenfieber verspätete sich ihr den Einstieg in die Saison 2019/20. Im Februar gelang ihr mit Rang 14 im Riesenslalom von Kranjska Gora ihr bis dato bestes Weltcup-Ergebnis. Nach einer Coronavirus-Infektion verzögerte sich auch ihr Start in die folgende Saison. In Kranjska Gora erreichte sie zwei gute Resultate, zog sich aber bei einem Europacup-Rennen in Berchtesgaden einen Kreuzbandriss und Außenmeniskusriss im linken Knie zu.
Nach fast zwei Jahren Pause feierte sie im Riesenslalom am Semmering ihr Comeback. Dabei konnte sie sich nicht für den zweiten Durchgang qualifizieren. Bei ihrem dritten Rennen nach der Verletzungspause schaffte es sie zum ersten Mal in der Saison in die Punkteränge und egalisierte mit einem 13. Platz im Riesentorlauf von Kranjska Gora ihr bestes Weltcupergebnis. Zu Beginn des folgenden Winters gelang ihr als Siebente in Killington erstmals eine Platzierung unter den besten zehn eines Rennens.
Am 26. Oktober 2024 fuhr sie als Dritte im Riesenslalom von Sölden erstmals in ihrer Weltcup-Karriere auf das Podest. In dieser Saison konnte sie sich mit einigen Top-10-Platzierungen endgültig in der Weltspitze etablieren, darunter waren ein sechster Platz am Semmering sowie Rang vier in Kranjska Gora.

## Erfolge

### Weltmeisterschaft
- Méribel 2023: 4. Mannschaftswettbewerb

### Weltcup
- 8 Platzierungen unter den besten zehn in Einzelrennen, davon 1 Podestplatz
- 1 Podestplatz in Mannschaftswettbewerben

### Weltcupwertungen
| Saison  | Gesamt | Gesamt | Super-G | Super-G | Riesenslalom | Riesenslalom |
| Saison  | Platz  | Punkte | Platz   | Punkte  | Platz        | Punkte       |
| ------- | ------ | ------ | ------- | ------- | ------------ | ------------ |
| 2018/19 | 124.   | 7      | –       | –       | 51.          | 7            |
| 2019/20 | 104.   | 18     | –       | –       | 38.          | 18           |
| 2020/21 | 92.    | 25     | 52.     | 3       | 36.          | 22           |
| 2022/23 | 64.    | 79     | –       | –       | 24.          | 49           |
| 2023/24 | 36.    | 226    | –       | –       | 12.          | 226          |

### Europacup
- Saison 2018/19: 8. Riesenslalomwertung
- Saison 2019/20: 9. Super-G-Wertung
- 5 Podestplätze, davon 2 Siege:

| Datum            | Ort        | Land     | Disziplin    |
| ---------------- | ---------- | -------- | ------------ |
| 1. Dezember 2018 | Funäsdalen | Schweden | Riesenslalom |
| 16. März 2019    | Folgaria   | Italien  | Slalom       |

### Juniorenweltmeisterschaften
- Davos 2018: 1. Riesenslalom, 3. Mannschaftswettbewerb, 4. Abfahrt, 5. Super-G
- Fassatal 2019: 2. Super-G, 5. Abfahrt, 5. Riesenslalom

### Weitere Erfolge
- Silbermedaille bei den Olympischen Jugend-Winterspielen 2016 im Super-G
- Goldmedaille beim Europäischen Olympischen Winter-Jugendfestival 2015 mit der Mannschaft
- 3 Siege in FIS-Rennen